# Skočidolovice
Skočidolovice (německy Skotschidolowitz) je malá vesnice, část obce Čáslavsko v okrese Pelhřimov. Nachází se asi 3,5 km na jihovýchod od Čáslavska. V roce 2009 zde bylo evidováno 7 adres. V roce 2001 zde trvale žilo 8 obyvatel.
Skočidolovice leží v katastrálním území Štědrovice o výměře 2,9 km2.

## Galerie

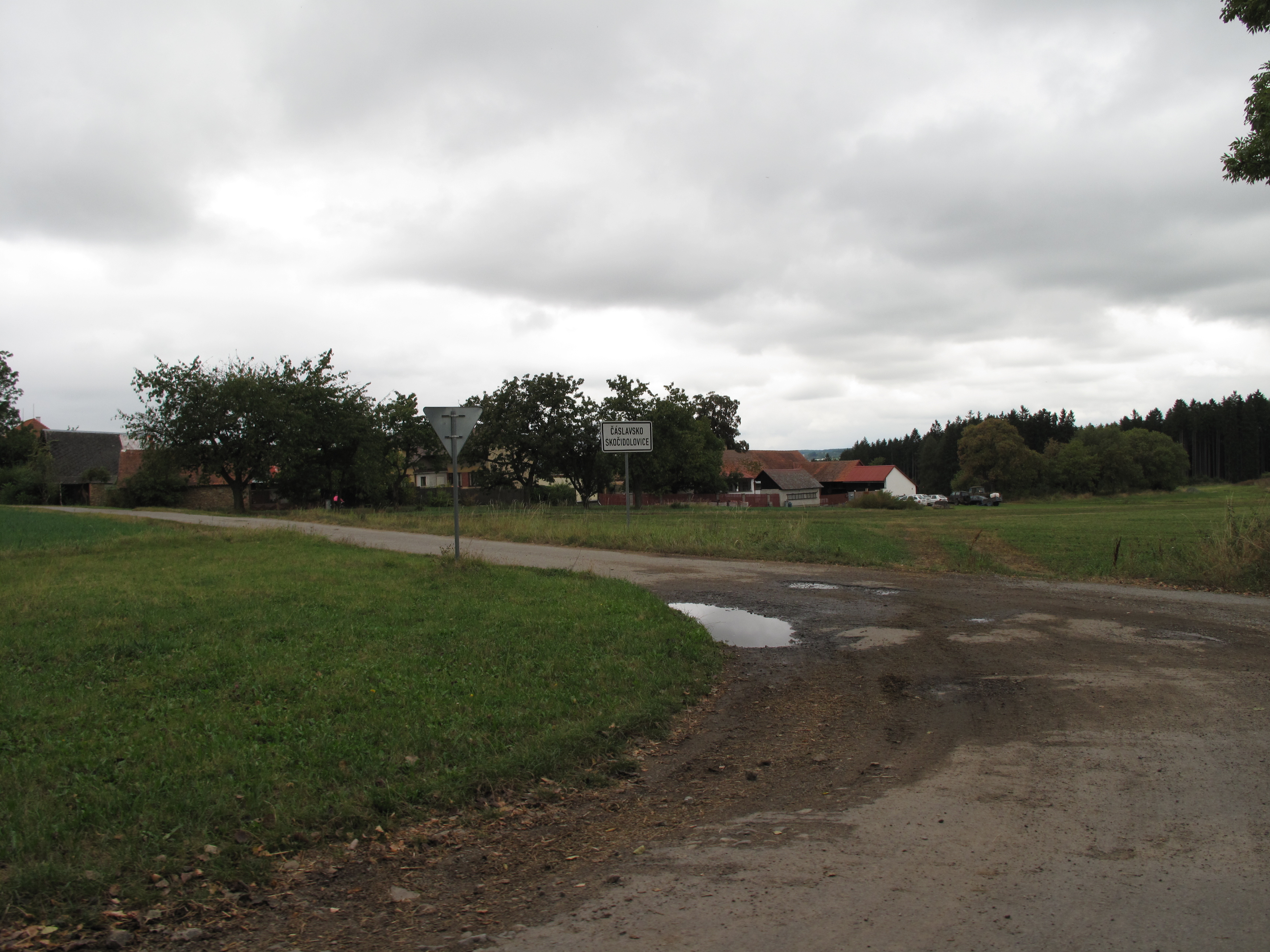
Začátek vsi
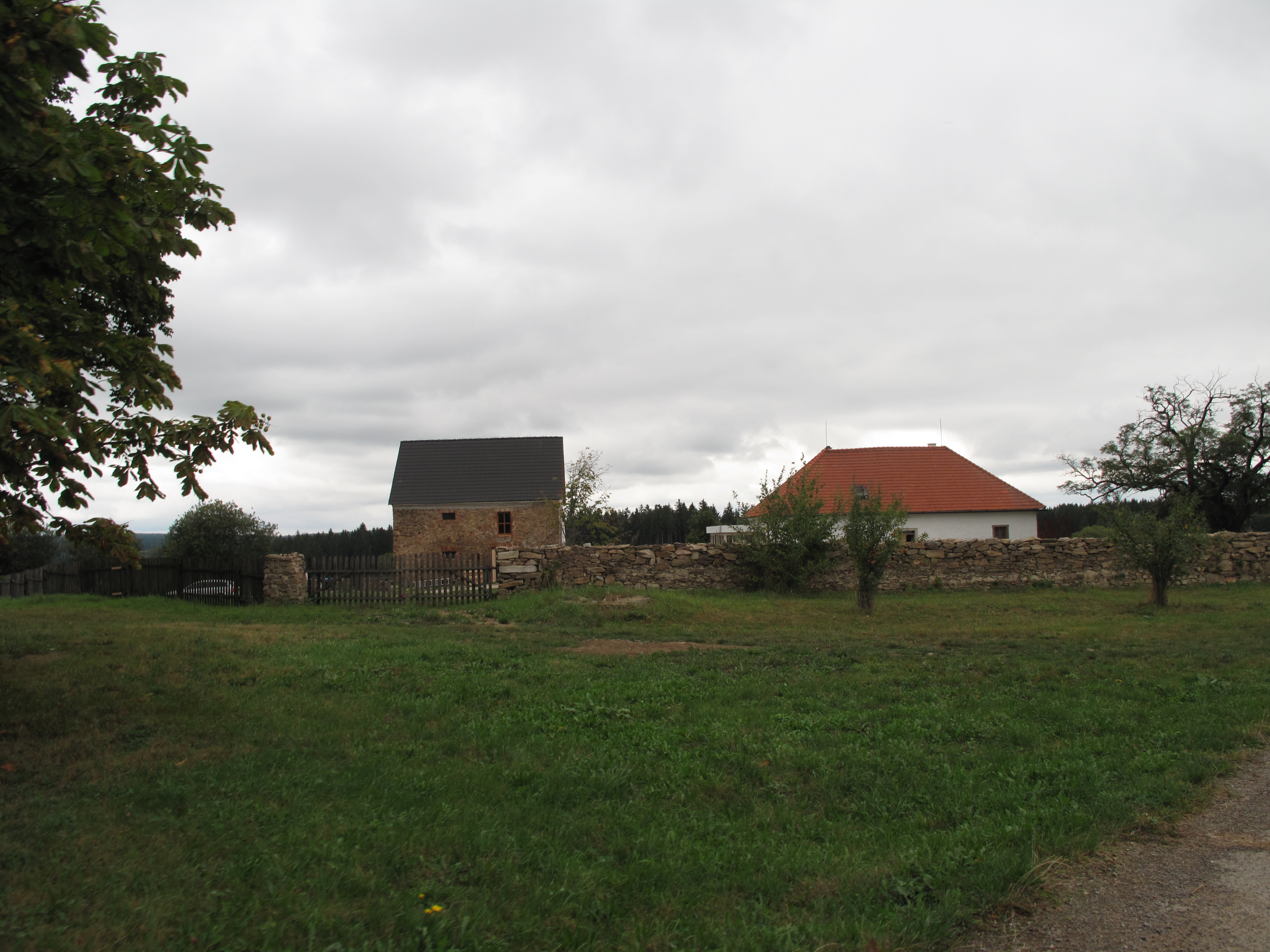
Domy
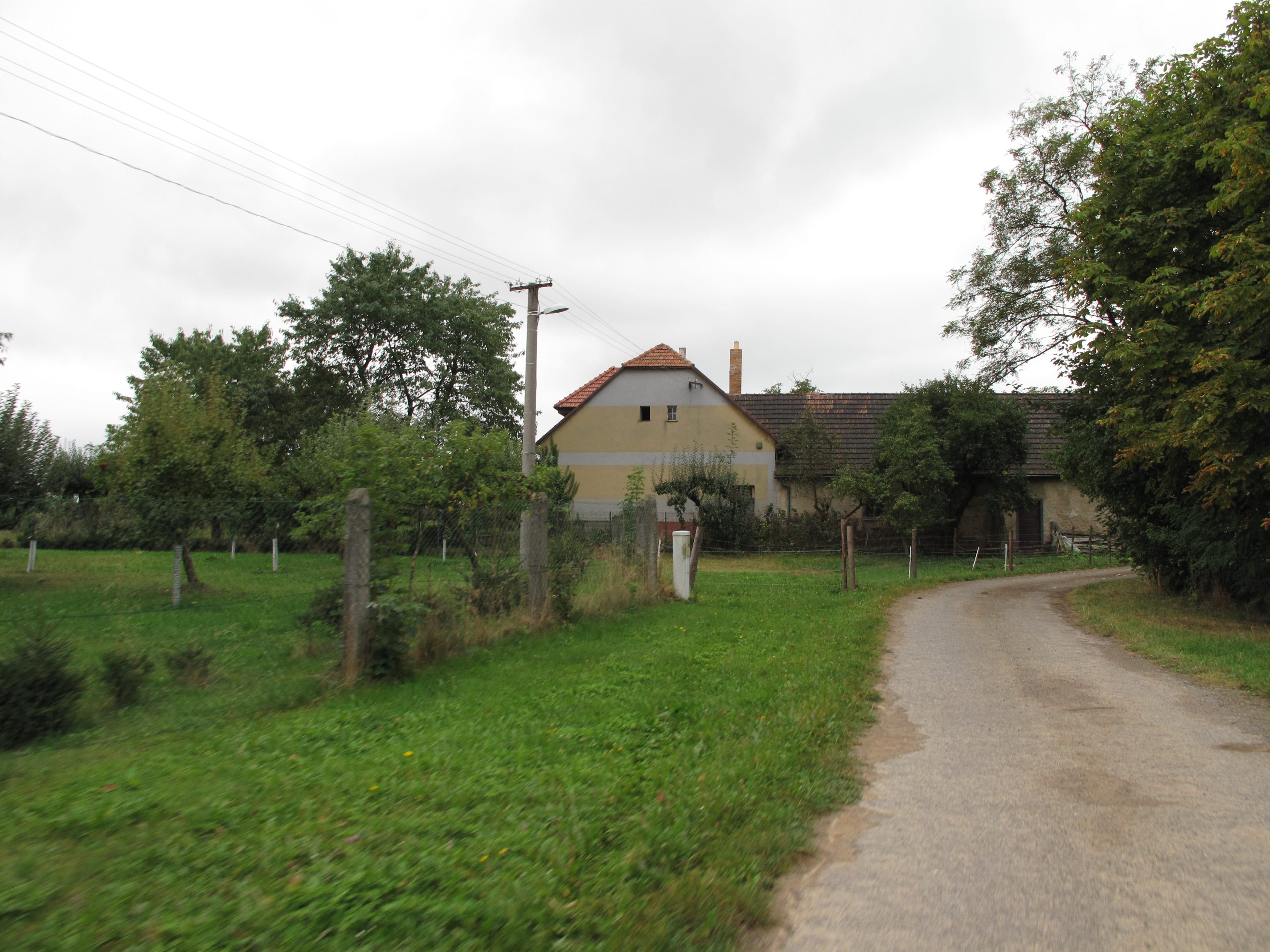
Cesta